# Physalis subrepens
Physalis subrepens ist eine Pflanzenart aus der Gattung der Blasenkirschen (Physalis) in der Familie der Nachtschattengewächse (Solanaceae).

## Beschreibung
Physalis subrepens sind krautige Pflanzen, die eine Höhe von 50 bis 60 cm erreichen. Die Sprossachse ist aufrecht oder niederliegend, wobei die basalen Nodien oftmals im Boden verwurzeln. Die Sprossachse ist mit drüsigen, verzweigten Trichomen besetzt, die eine Länge von bis zu 2 mm erreichen. Die Laubblätter sind eiförmig oder umgekehrt eiförmig, sie sind 3 bis 8 cm lang und 1,6 bis 6 cm breit. Beide Seiten des Blattes sind spärlich mit 0,5 bis 1,0 mm langen Trichomen besetzt. Der Blattrand ist gezahnt, gewellt oder ganzrandig, die Blattspitze ist spitz zulaufend, die Blattbasis ist oftmals nahezu herzförmig. Die Blattstiele haben eine Länge von 22 bis 45 mm und sind spärlich mit bis zu 2 mm langen Trichomen besetzt.
Die Blüten stehen einzeln an 10 bis 20 mm langen Blütenstielen. Der Kelch hat eine Länge von 7 bis 10 mm und ist 5 bis 7 mm breit. Die Krone ist gelb und mit dunklen Flecken versehen, sie ist 9 bis 14 mm lang und 15 bis 20 mm im Durchmesser. Die Staubfäden haben eine Länge von 2,5 bis 3 mm, die Staubbeutel sind violett gefärbt und 2,2 bis 3 mm lang. Die Blütezeit liegt vermutlich zwischen April und Dezember.
Bis zur Fruchtreife vergrößert sich der Kelch auf eine Länge von 20 bis 28 mm und eine Breite von 2 bis 18 mm, er ist im Querschnitt fünfeckig und gerippt. Die Frucht ist eine Beere mit einem Durchmesser von 8 bis 12 mm.

## Verbreitung
Die Art kommt ausschließlich in den mexikanischen Bundesstaaten Hidalgo, Veracruz und México vor. Sie wächst dort in Höhenlagen zwischen 900 und 2175 m in Kiefern- und Eichenwäldern.

## Systematik
Innerhalb der Gattung der Blasenkirschen (Physalis) wird die Art in die Sektion Coztomatae der Untergattung Rydbergis eingeordnet.